# Пак Ёнми (спортсменка)
Пак Ёнми (кор. 박영미, род. 8 февраля 1991) — северокорейская спортсменка, борец вольного стиля,  чемпионка мира, чемпионка Азии и Азиатских игр.

## Биография
Родилась в 1991 году. В 2013 году стала чемпионкой Азии. На чемпионате Азии 2015 года завоевала серебряную медаль, уступив в финале китаянке Чжун Сюэчунь. В 2018 году стала чемпионкой Азии и Азиатских игр.
На предолимпийском чемпионате планеты в Казахстане в 2019 году в весовой категории до 53 кг, Пак завоевала золотую медаль, став чемпионкой, и получила олимпийскую лицензию для своего национального Олимпийского комитета.